# Бусто, Пабло
Па́бло Бу́сто Гонса́лес (исп. Pablo Busto González; 25 сентября 2005, Дос-Эрманас, Испания) — испанский футболист, защитник клуба «Бетис Депортиво».

## Клубная карьера
14 января 2024 года Бусто дебютировал за основную команду «Реал Бетиса» в матче Чемпионата Испании против клуба «Гранада».